# 杜钟瀛
杜钟瀛（1932年—），中华人民共和国前外交官，“资深翻译家”。

## 生平
1932年出生于浙江宁波。1950年报名参加军事干部学校。1951年初入北京外国语学校学习。1952年后在驻芬兰公使馆工作，又曾在外文部、国家旅游局以及中国驻芬兰、吉里巴斯、瓦努阿图等国大使馆和驻日内瓦联合国代表团工作，历任一秘、处长、参赞、大使和特命全权大使等职，三次任职于驻芬兰使馆，前后约15年。曾任毛泽东、周恩来、邓小平等国家领导人的芬兰语翻译。
1991年5月13日至1993年8月28日担任中华人民共和国驻瓦努阿图共和国特命全权大使；1991年5月13日至1993年3月30日同时兼任中华人民共和国驻基里巴斯共和国特命全权大使。
1994年退休后致力于推广芬兰文化，翻译出版了劳尔·洛依奈的《芬兰童话故事》（1998年未公开发行，2005年出版）、芬兰前总统马尔蒂·阿赫蒂萨里的《在贝尔格莱德的使命》（2001年）等著作。2003年被芬兰文学协会聘为通讯会员。2004年获授骑士一级芬兰雄狮勋章，以表彰他为促进芬中人民之间的相互了解和文化交流做出的杰出贡献。他是该勋章的首位华人得主。
2005年被中国翻译协会授予“资深翻译家”荣誉称号。

## 作品
- 劳尔·洛依奈（Raul Roine）. . 由杜钟瀛翻译. 昆仑出版社. 2005年5月. ISBN 9787800407758.
- 马尔蒂·阿赫蒂萨里. . 我经历的20世纪丛书. 由杜钟瀛翻译. 世界知识出版社. 2001年. ISBN 9787501215829.
- 西朗佩（编）. . 由杜钟瀛翻译. 昆仑出版社. 2004年1月. ISBN 9787800407154.
- 马蒂·胡图宁. . 由杜钟瀛翻译. 人民音乐出版社. 2008年8月. ISBN 9787103035535.
- 托芙·杨松. . 由杜钟瀛翻译. 龙门书局. 2009年6月. ISBN 9787508817392.
- 托芙·杨松. . 由杜钟瀛翻译. 龙门书局. 2009年6月. ISBN 9787508817415.
- 毛里·库纳斯. . 由杜钟瀛翻译. 贵州人民出版社. 2010年1月. ISBN 9787221077714.
- （美）约翰·西蒙. . 由杜钟瀛翻译. 世界知识出版社. 2012年7月. ISBN 9787501243174.
- （芬）图拉·卡尔亚莱宁. . 由方卫平；杜钟瀛翻译. 安徽少年儿童出版社. 2016年8月. ISBN 9787539788272.